# 곽경택
곽경택(1966년 5월 23일 ~ )은 대한민국의 영화 감독이다.

## 학력
- 토성중학교 (현 경남중학교) 졸업
- 부산고등학교 졸업 (1985년)
- 고신대학교 의과대학 중퇴
- 미국 뉴욕대학교 영화 연출

## 경력
- 2011년 7월 통일부 홍보대사 위촉
- 진인사 필름 설립

## 작품 활동

### 영화
- 1995년 단편영화 《영창 이야기》 - 감독
- 1997년 《억수탕》 - 감독, 각본
- 1999년 《닥터 K》 - 감독, 각본
- 2001년 《친구》 - 감독, 각본
- 2002년 《챔피언》 - 감독, 각본
- 2003년 《똥개》 - 감독, 각본
- 2005년 《태풍》 - 감독, 각본
- 2007년 《사랑》 - 감독, 각본
- 2008년 《눈에는 눈 이에는 이》 - 감독, 각색 ※안권태 감독과 공동 연출
- 2011년 《통증》 - 감독
- 2012년 《미운오리새끼》 - 감독, 각본, 기획 ※유재영, 김성식 감독과 공동 연출
- 2013년 《친구 2》 - 감독, 각본
- 2015년 《극비수사》 - 감독, 각본
- 2017년 《희생부활자》 - 감독, 각본
- 2018년 《암수살인》 - 각본
- 2019년 《장사리 9.15》 - 감독
- 2021년 《소방관》 - 감독

### 텔레비전 드라마
- 2009년 MBC 주말 특별기획 《친구, 우리들의 전설》 - 연출, 극본 ※김원석 감독과 공동 연출

### 기타
- 1996년 단편영화 《가난한 사람들》 - 프로듀서, 제작
- 2011년 《굿바이 보이》 - 제작
- 2011년 SBS 《기적의 오디션》 - 심사위원

## 수상
- 1995년 제2회 서울단편영화제 우수상 《영창 이야기》
- 2001년 제9회 춘사영화상 올해의 감독상 《친구》
- 2001년 제9회 춘사영화상 춘사대상 《친구》
- 2001년 오늘의 젊은 예술가상 《친구》
- 2001년 제22회 청룡영화상 한국영화 최다관객상 《친구》
- 2007년 제27회 하와이국제영화제 감독상 《사랑》
- 2015년 제24회 부일영화상 최우수 감독상 《극비수사》
- 2018년 제38회 한국영화평론가협회상 각본상 《암수살인》
- 2018년 제39회 청룡영화상 각본상 《암수살인》
- 2019년 제55회 백상예술대상 영화부문 시나리오상 《암수살인》

## 가족 관계
- 아버지 : 곽인완(1934년 ~ 2022년 3월 5일) - 바른손이앤아이 대표이사
- 여동생 : 곽신애(1968년 10월 23일 ~ ) - 바른손이엔아이 대표이사
- 남동생 : 곽규택(1971년 4월 12일 ~ ) - 변호사, 정치가 제22대 국회의원